# Antonio Rossi
Pour les articles homonymes, voir Rossi.
Antonio Rossi, né le 19 décembre 1968 à Lecco (en Lombardie), est un champion olympique italien spécialiste du kayak.

## Hommage
Le 7 mai 2015, en présence du président du Comité national olympique italien (CONI), Giovanni Malagò, a été inauguré  le Walk of Fame du sport italien dans le parc olympique du Foro Italico de Rome, le long de Viale delle Olimpiadi. 100 tuiles rapportent chronologiquement les noms des athlètes les plus représentatifs de l'histoire du sport italien. Sur chaque tuile figure le nom du sportif, le sport dans lequel il s'est distingué et le symbole du CONI. L'une de ces tuiles lui est dédiée .

## Palmarès

### jeux olympiques d'été
- Médaille de bronze du 500 m K2 aux jeux Olympiques de 1992 à Barcelone,  Espagne
- Médaille d'or du 500 m K1 aux jeux Olympiques de 1996 à Atlanta,  États-Unis
- Médaille d'or du 1 000 m K2 aux jeux Olympiques de 1996 à Atlanta,  États-Unis
- Médaille d'or du 1 000 m K2 aux jeux Olympiques de 2000 à Sydney,  Australie
- Médaille d'argent du 1 000 m K2 aux jeux Olympiques de 2004 à Athènes,  Grèce

### Championnat du monde
- Championnat du monde 1993 à Copenhague,  Danemark
  -  Médaille d'argent du 1 000 m K2
- Championnat du monde 1994 à Mexico,  Mexique
  -  Médaille d'argent du 1 000 m K2
- Championnat du monde 1995 à Duisbourg,  Allemagne
  -  Médaille d'or du 1 000 m K2
- Championnat du monde 1997 à Dartmouth,  Canada
  -  Médaille d'or du 1 000 m K2
  -  Médaille de bronze du 500 m K1
- Championnat du monde 1998 à Szeged,  Hongrie
  -  Médaille d'or du 1 000 m K2
  -  Médaille d'argent du 2 000 m K4

### Championnat d'Europe
- Médaille d'or du 1 000 m K2 en 1997
- Médaille de bronze du 500 m K4 en 2002
- Médaille de bronze du 1 000 m K4 en 2008

## Distinction personnelle
- Nommé porte drapeau de la délégation italienne pour les Jeux de Pékin.